# Comunidad de comunas de Kochersberg
La Comunidad de comunas de Kochersberg (Communauté de communes du Kochersberg, CoCoKo en francés), es una estructura intercomunal francesa situada en el departamento francés de Bajo Rin de la región de Alsacia.

## Historia
Fue creada el 14 de noviembre de 2011 con la unión de diecinueve de las veinticuatro comunas del antiguo cantón de Truchtersheim. 
El 21 de noviembre de 2012 la antigua comunidad de comunas Ackerland pasó a formar parte de la CC de Kocherberg, sumando sus cinco comunas al total, siendo cuatro de ellas del cantón de Truchtersheim y una de las catorce comunas del antiguo cantón de Mundolsheim, y que actualmente forman parte todas ellas del nuevo cantón de Bouxwiller.

## Nombre
Debe su nombre a que las veinticuatro comunas que la componen se hallan situadas en la región de Kochersberg, situada cerca de Estrasburgo.

## Composición
La Comunidad de comunas reagrupa 24 comunas:
| Comuna                  | Código INSEE | Cantón     | Población (2012) | Superficie (km²) | Densidad (hab./km²) |
| ----------------------- | ------------ | ---------- | ---------------- | ---------------- | ------------------- |
| Berstett                | 67034        | Bouxwiller | 2347             | 17,88            | 131                 |
| Dingsheim               | 67097        | Bouxwiller | 1312             | 4,95             | 265                 |
| Dossenheim-Kochersberg  | 67102        | Bouxwiller | 236              | 1,79             | 132                 |
| Durningen               | 67109        | Bouxwiller | 645              | 4,02             | 160                 |
| Fessenheim-le-Bas       | 67138        | Bouxwiller | 534              | 4,95             | 108                 |
| Furdenheim              | 67150        | Bouxwiller | 1278             | 5,81             | 220                 |
| Gougenheim              | 67163        | Bouxwiller | 557              | 6,58             | 85                  |
| Griesheim-sur-Souffel   | 67173        | Bouxwiller | 1128             | 4,19             | 269                 |
| Handschuheim            | 67181        | Bouxwiller | 298              | 2,40             | 124                 |
| Hurtigheim              | 67214        | Bouxwiller | 575              | 4,63             | 124                 |
| Ittenheim               | 67226        | Bouxwiller | 2170             | 6,71             | 323                 |
| Kienheim                | 67236        | Bouxwiller | 582              | 3,18             | 183                 |
| Kuttolsheim             | 67253        | Bouxwiller | 669              | 4,59             | 146                 |
| Neugartheim-Ittlenheim  | 67228        | Bouxwiller | 798              | 4,06             | 197                 |
| Pfettisheim             | 67374        | Bouxwiller | 793              | 4,84             | 164                 |
| Pfulgriesheim           | 67375        | Bouxwiller | 1222             | 4,81             | 254                 |
| Quatzenheim             | 67382        | Bouxwiller | 820              | 3,07             | 80                  |
| Rohr                    | 67406        | Bouxwiller | 268              | 3,34             | 80                  |
| Schnersheim             | 67452        | Bouxwiller | 1411             | 10,82            | 130                 |
| Stutzheim-Offenheim     | 67485        | Bouxwiller | 1429             | 7,14             | 200                 |
| Truchtersheim           | 67495        | Bouxwiller | 2953             | 9,92             | 298                 |
| Willgottheim            | 67532        | Bouxwiller | 1085             | 9                | 121                 |
| Wintzenheim-Kochersberg | 67542        | Bouxwiller | 341              | 1,95             | 175                 |
| Wiwersheim              | 67548        | Bouxwiller | 860              | 3,29             | 261                 |

## Competencias
La comunidad es un organismo público de cooperación intercomunal.
Sus recursos provienen del impuesto sobre los rendimientos del trabajo único, del sistema de contribuciones que se aplica a los residuos y asignaciones y subvenciones de diversos socios.
Sus competencias en general se centran en el desarrollo económico, medio ambiental, de empleo y los servicios comunitarios a los habitantes:
- Ordenación del Territorio
  - Plan de Coherencia Territorial (SCOT, en francés) (a título obligatorio).
  - Plan Sectorial (a título obligatorio).
- Desarrollo y organización económica
  - Acción de desarrollo económico de las actividades industriales, comerciales o de empleo, (apoyo de las actividades agrícolas y forestales...) (a título obligatorio).
  - Creación, organización, mantenimiento y gestión de zonas de actividades industriales, comerciales, terciario, artesanal o turístico (a título obligatorio).
- Desarrollo y organización social y cultural
  - Actividades culturales y socioculturales (a título facultativo).
  - Actividades deportivas (a título facultativo).
  - Construcción y/u organización, mantenimiento, gestión de equipamientos o establecimientos culturales, socioculturales, socioeducativos, deportivos… (a título optativo).
  - Transporte escolar (a título facultativo).
- Medio ambiente
  - Saneamiento no colectivo (a título facultativo).
  - Recogida y tratamiento de los residuos urbanos y asimilados (a título optativo).
  - Protección y valorización del Medio Ambiente (a título optativo).
- Vivienda y hábitat
  - Programa local del hábitat (a título optativo).
- Servicio de vías públicas
  - Creación, organización y mantenimiento del servicio de vías públicas (a título optativo).
- Otros
  - Adquisición comunal de material (a título facultativo).
  - Informática, Talleres vecinales (a título facultativo).